# Cecily Strong
Cecily Strong (Springfield, 8 febbraio 1984) è un'attrice e comica statunitense.
È un membro del cast del Saturday Night Live dal 2012.

## Biografia
Cecily Strong ha studiato e si è esibita nel teatro di Chicago The Second City.
Cecily Strong entra nel cast del Saturday Night Live nel 2012 e l'anno successivo diventa co-conduttrice del Weekend Update, accanto a Seth Meyers e successivamente a Colin Jost. Ha abbandonato la conduzione di tale segmento preferendo interpretare personaggi ed essere più presente negli sketch.
Nel 2015 è stata invitata dal presidente Barack Obama a tenere un discorso al White House Correspondents' Association dinner.
È nota per interpretare i personaggi di "The Girl You Wish You Hadn't Started a Conversation With at a Party", Cathy Anne, Heather the One-Dimensional Female Character from a Male-Driven Comedy, una delle ex porn star affiancata da Vanessa Bayer e Kyra dal "The Girlfriends Talk Show". È inoltre nota per le imitazioni di Melania Trump, che l'ha resa nota anche al pubblico internazionale, Sofía Vergara, Alanis Morissette, Ivana Trump, Catherine Deneuve, Fran Drescher e Marion Cotillard.

## Filmografia

### Cinema
- The Bronze, regia di Bryan Buckley (2015)
- Slow Learners, regia di Don Argott e Sheena M. Joyce (2015)
- Estate a Staten Island (Staten Island Summer), regia di Rhys Thomas (2015)
- The Meddler - Un'inguaribile ottimista (The Meddler), regia di Lorene Scafaria (2015)
- The Boss, regia di Ben Falcone (2016)
- Ghostbusters, regia di Paul Feig (2016)

### Televisione
- Saturday Night Live – programma TV, 108 episodi (2012-2022), anche come scrittrice
- Saturday Night Live Weekend Update Thursday – programma TV, episodi 3x01-3x02 (2012)
- The Awesomes – serie TV, 13 episodi (2013-2015)
- Angie Tribeca – serie TV, episodio 1x07 (2016)
- Maya & Marty – serie TV, episodio 1x04 (2016)
- Superstore – serie TV, episodio 2x00 (2016)
- Scream Queens – serie TV, episodio 2x01 (2016)
- Detroiters – serie TV, 1 episodio 1x08 (2017)
- Schmigadoon! - serie TV, 6 episodi (2021)

### Doppiaggio
- I Simpson (The Simpsons) – serie animata TV, episodio Dove c'è Homer non c'è arte (Homer Is Where the Art Isn't) (2018) - voce
- Leo, regia di Robert Marianetti, Robert Smigel e David Wachtenheim (2023) - voce della Signora Malkin
- Garfield - Una missione gustosa, regia di Mark Dindal  (2024) - voce della Marge

## Doppiatrici italiane
Nelle versioni in italiano delle opere in cui ha recitato, Cecily Strong è stata doppiata da:
- Benedetta Degli Innocenti in The Meddler - Un'inguaribile ottimista
- Loretta Di Pisa in Scream Queens, Superstore
- Domitilla D'Amico in Ghostbusters, Schmigadoon!
- Laura Romano in The Boss

Da doppiatrice è sostituita da:
- Laura Romano in I Simpson
- Paola Giannetti in Leo
- Angela Brusa in Garfield - Una missione gustosa